# Ivo Welch
Ivo Welch (* 4. Oktober 1963 in Schweinfurt) ist ein deutschamerikanischer Wirtschaftswissenschaftler.

## Leben
Welch ist seit 2011 Professor an der University of California, Los Angeles (UCLA), an der er schon von 1998 bis 2001 lehrte. Vor seiner zweiten Berufung an die UCLA war er von 2004 bis 2011 Professor an der Brown University sowie von 2000 bis 2005 an der Yale University.  Seine Forschung ist vor allem von der Theorie des Herdenverhaltens bekannt.

Er erhielt 2015 den Humboldt-Forschungspreis.

## Buchveröffentlichungen
- Corporate finance: (originally Prentice Hall, New York), vierte Auflage, 2017. ISBN 9780321558367. (Kostenlos abrufbare Onlineversion)